# Peter Diesveld

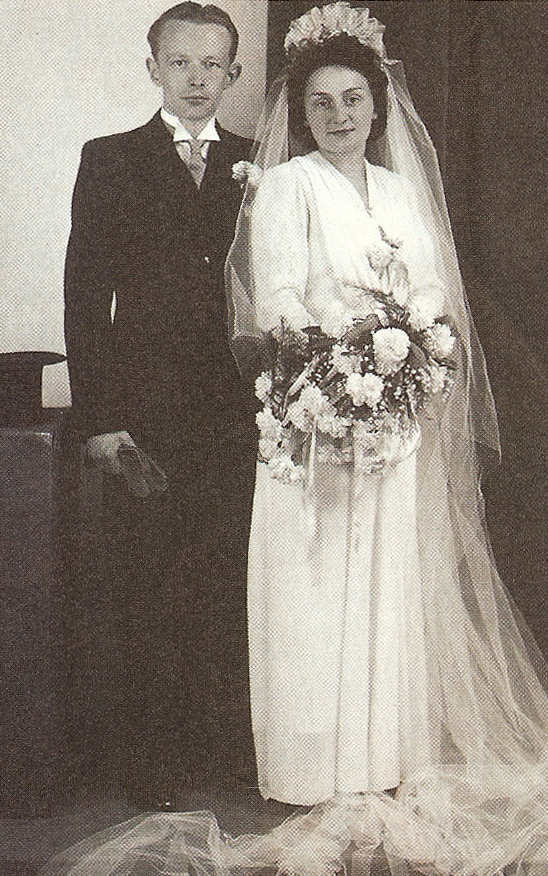
Peter en Dini Diesveld

Hendrik Willem Jan Renier Marie (Peter) Diesveld (Zevenaar, 3 januari 1912 – Amsterdam, 6 oktober 1992) was een Nederlands accountant die is onderscheiden met de Yad Vashem onderscheiding Rechtvaardige onder de Volkeren wegens heldhaftig gedrag in de Tweede Wereldoorlog. 

## Jonge jaren
Zijn vader was kandidaat-notaris in Zevenaar en journalist. In 1916 verhuisde de familie naar 's-Hertogenbosch waar Diesveld zijn schoolopleiding volgde. Als gevolg van de economische crisis vertrok hij begin jaren dertig naar Amsterdam om daar werk te zoeken. Na aanvankelijk coupons te hebben geknipt op de effectenafdeling van de Rotterdamsche Bank, besloot hij een opleiding voor accountant te volgen, en trad als assistent in dienst bij het kantoor van mr. dr. John Moscow. Deze was bevriend met Isaäc Keesing en sinds 1911 accountant van N.V. Systemen Keesing. Peter werd belast met de controlewerkzaamheden bij Keesing, en leerde op die manier het bedrijf kennen. Ook maakte hij kennis met Dini Kraneveldt, die in 1936 als secretaresse bij Moscow kwam werken. Zij trouwden op 21 mei 1942, uit welk huwelijk vier zoons werden geboren.

## Oorlogstijd
Keesing en andere joodse medewerkers werden door de Duitse bezetter gedwongen ontslagen waarbij Keesing zijn accountant Diesveld bekleedde met alle volmachten om het bedrijf door de onzekere tijd heen te loodsen. Vanaf begin 1942, nadat het Keesing met toestemming van de Duitsers naar de Verenigde Staten was vertrokken, tot het einde van de oorlog was hij directeur van het bedrijf en woonde hij in het huis van de Keesings aan de Grensstraat in Amsterdam. Vanaf 1943 tot enkele maanden na de oorlog bood het jonge stel tevens een onderduikadres voor de schoonouders van Keesings zoon Leo. 
Gedurende de oorlog lukte het Diesveld steeds weer om te voorkomen dat de Duitsers het bedrijf zouden vorderen, ondanks het feit dat al in mei 1941 er een 'Verwalter' (nazi-bewindvoerder) was aangesteld. Hij deed dat door allerlei juridische slimmigheden om het proces te vertragen. Het lukte hem om aan voedsel te komen voor de meer dan 100 medewerkers van het bedrijf, onder andere door de aankoop van een stuk grond buiten de stad, waar de werknemers een stukje van konden huren om er groenten te kweken. Ook verborg hij vele Joodse onderduikers in het bedrijfsgebouw van Keesings Uitgeverij. 
Tot twee keer toe wist Diesveld de bewindvoerder af te brengen van het idee de naam Keesing te schrappen, en op de valreep voorkwam hij begin 1945 dat de hele inboedel van het bedrijf naar Duitsland werd afgevoerd.

## Na de oorlog
Na de oorlog droeg Diesveld het bedrijf weer over aan Keesing in een zo goede staat als de omstandigheden maar hadden toegelaten. De boekhouding was perfect in orde en de Keesings kregen al hun persoonlijke bezittingen terug in de staat waarin ze deze hadden achtergelaten. 
Onmiddellijk na de oorlog werd Diesveld in de directie van het bedrijf opgenomen die toen bestond uit drie personen: Keesing, Leo Keesing en Diesveld, waarbij de laatst vooral de financiële kant voor zijn rekening nam. Met zijn doorzettingsvermogen heeft hij het Keesingconcern door vele moeilijke situaties geloosd. In 1976 was hij om gezondheidsredenen gedwongen om zijn functie als directeur neer te leggen.
Hij bleef ook na een zware operatie bij de zaak betrokken en volgde met argusogen de verrichtingen van zijn zoon René die hem inmiddels in het bedrijf was opgevolgd. De laatste jaren van zijn leven kreeg hij met toenemende mate last van zijn gezondheid. Hij overleed in oktober 1992 op 80-jarige leeftijd, drie maanden na het overlijden van zijn vrouw Dini.

## Onderscheiden
Op 24 april 1994 werd aan Diesveld en zijn vrouw Dini postuum de Yad Vashem onderscheiding "Rechtvaardigen onder de Volkeren" toegekend. Bij de viering van zijn 80ste verjaardag in januari 1992 had Diesveld al te horen gekregen dat hij deze onderscheiding zou krijgen. In datzelfde jaar verscheen naar aanleiding van die onderscheiding het boek "Oorlogsdagboek van H.W.J.R.M. Diesveld over Systemen Keesing N.V. 1942-1945." onder redactie van J.M.W Diesveld-Godschalk.
Op 18 mei 2000 werd een straat in Amsterdam Osdorp naar Diesveld vernoemd (H. Diesveldsingel) en in Israël is een park vernoemd naar Peter en Dini Diesveld.